# Девід Геннессі
Девід Сі. Геннессі (англ. David C. Hennessy; 1858 — 16 жовтня 1890) — шеф поліції Нового Орлеана, Луїзіана. Замах на його життя, який мав місце 1890 року, призвів до сенсаційної судової справи. Низка виправдувальних вироків шокувала націю, й величезний натовп наступного дня оточив в'язницю. В'язничні двері було зламано й 11 з 19 італійців, яких було звинувачено у вбивстві Геннессі, було лінчовано. Лідери повстання виправдовували суд Лінча тим, що присяжних було підкуплено, але лише шестеро з лінчованих направду пройшли суд. На додачу до 11 жертв лінчування, п'ять ув'язнених було тяжко поранено під час нападу й вони незабаром померли. Чарльз Матранґа, якого підозрювали в організації вбивства, вижив. Велика комісія провела дослідження та виправдала тих, хто брав участь в лінчуванні. Слово «мафія» увійшло у вжиток американців завдяки широкому висвітленню газетами суду та подальшого лінчування підозрюваних у вбивстві Геннессі. Уряд Сполучених Штатів сплатив $25,000 відшкодування Італії задля відновлення зіпсованих стосунків через анти-італійські настрої, які охопили всю Америку. Справа про лінчування стала темою телефільму 1999 року Вендетта з Крістофером Волкеном.

## Біографія

### Ранні роки
Девід Сі. Геннессі народився в сім'ї Марґарет та Девіда Геннессі-старшого, які проживали в Новому Орлеані на вулиці Жірод. Девід-старший був членом Першого Кавалерійського полку Луїзіани Союзної армії в ході Громадянської війни. Після війни він був членом Столичної поліції, новоорлеанської сили під керівництвом губернатора Луїзіани. Ця сила багатьма мешканцями сприймалась як окупаційна, позаяк частина роботи так званих «спеціальних офіцерів» полягала в тому, аби викидати з виборчих дільниць тих, хто, за їх припущеннями, не збирається голосувати за їх політичних керівників. Девіда-сиаршого було вбито в буфеті (за деякими даними, це був кафетерій газети Дейлі Пікюн) 1869 року працівником столичної поліції на ім'я Артур Ґуррін. Девід Сі. Геннессі лишився без батька у віці 11 років.

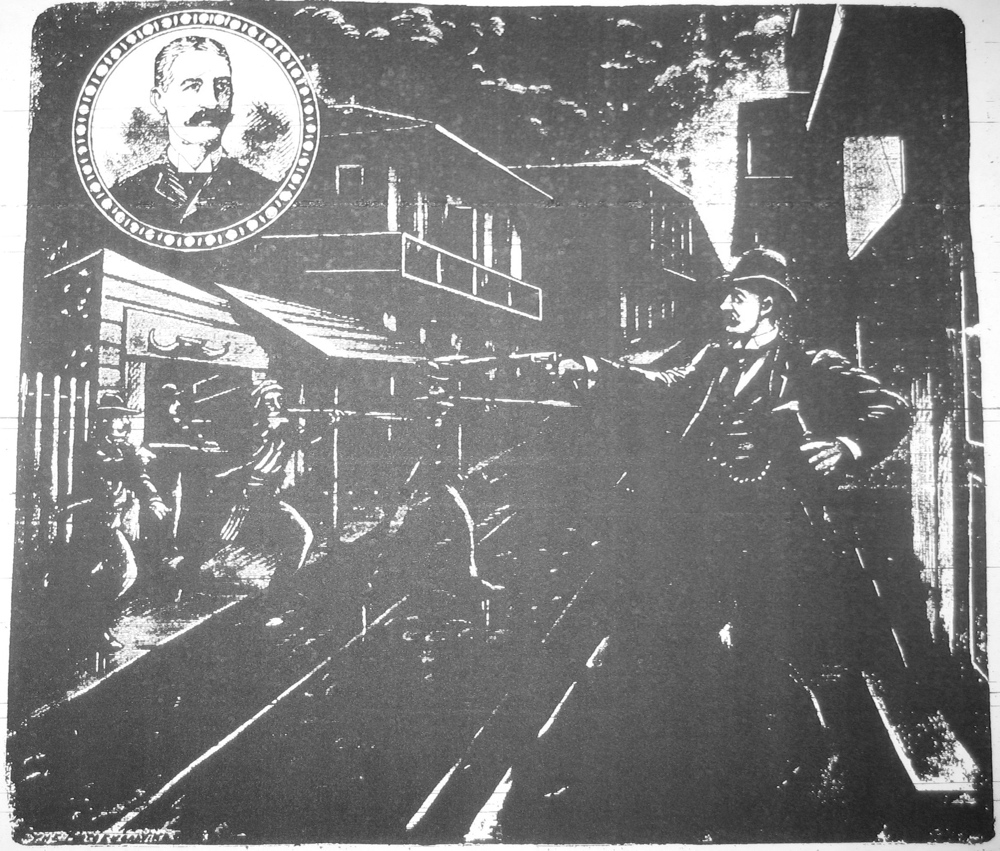
Художня версія вбивства Геннессі. «Сцена вбивства», Мескот, Новий Орлеан, 1890.

Геннессі долучився до сил новоорлеанської поліції як посланець 1870 року. Будучи лише підлітком, він упіймав двох дорослих злодіїв на гарячому, відлупцював їх голими руками й притягнув до поліційного відділку. Він став детективом у віці двадцяти років.
1881 року він заарештував міжнародного італійського злочинця та біженця Джузеппе Еспозіто. Еспозіто розшукувався в Італії в справі про викрадення британського туриста, якому він відрізав вухо, та за низку інших злочинів. Еспозіто було депортовано до Італії, де його було засуджено до довічного ув'язнення. 1882 року Геннессі судили за вбивство новоорлеанського головного детектива Томаса Деверо. Свого часу обидва були кандидатами на цю посаду. Геннессі захищав сам себе й був визнаний невинним. Згодом Геннессі покинув департамент та доєднався до приватної охоронної фірми, якій було надано поліційні повноваження в місті. Він займався безпекою Новоорлеанської Всесвітньої Виставки 1884–1885 років. Н'ю-Йорк Таймс зазначають, що люди Геннессі були, «акуратно вдягнені в уніформу, красивими, інтелігентними, вони перевершували регулярні сили міста.»
Узбережжя Нового Орлеана стало сценою боротьби між двома італійськими кримінальними угрупованнями, Матранґами та Провенцано. Імпортер фруктів Джозеф Мачека, який об'єднався з Матранґами, був також лідером італійської громади та популярної в місті Демократичної партії. 1888 року Джозеф Ей. Шекспір, кандидат від Демократичної асоціації молоді, переміг на виборах міського голови Нового Орлеана за підтримки республіканців, витіснивши регулярних демократів, або «Регулярну» фракцію. Група підтримки Шекспіра була також відома як «Реформатори» або «фракція Бурбонів». Шекспір оперативно призначає Геннессі своїм шефом поліції. Геннессі об'єднує поліцейські сили з сім'єю Провенцано, аби отримати їх свідчення та підтримку в боротьбі проти сім'ї Матранґа, які, на його думку, були порівняно більш небезпечними.

### Вбивство
Геннессі було вбито 15 жовтня 1890 року неподалік його помешкання в той час, коли він повертався зі зборів правління, які відбувались дуже пізно. Наприкінці тижня він мав давати свідчення проти членів сім'ї Провенцано і його вбивці могли мати на меті не дозволити йому свідчити. Відразу було запідозрено Мачеку, адже він висловлював певні погрози в адресу шефа поліції незадовго до вбивства. Він зазнав певних втрат через сім'ю Провенцано й міг бажати їхнього ув'язнення. П'ять одиниць зброї, які було віднайдено, всі були записані в приналежність до них. Деякі мали шарніри, що дозволяло їм бути складеними та прихованими. Геннессі прийшов до тями у лікарні за кілька годин після замаху й поспілкувався з друзями, але не назвав імен нападників. Наступного дня через ускладнення він помер. Останніми словами Геннессі, які він прошепотів капітанові Вільяму О'Коннорові, були «Це зробили даґо».

## Наслідки

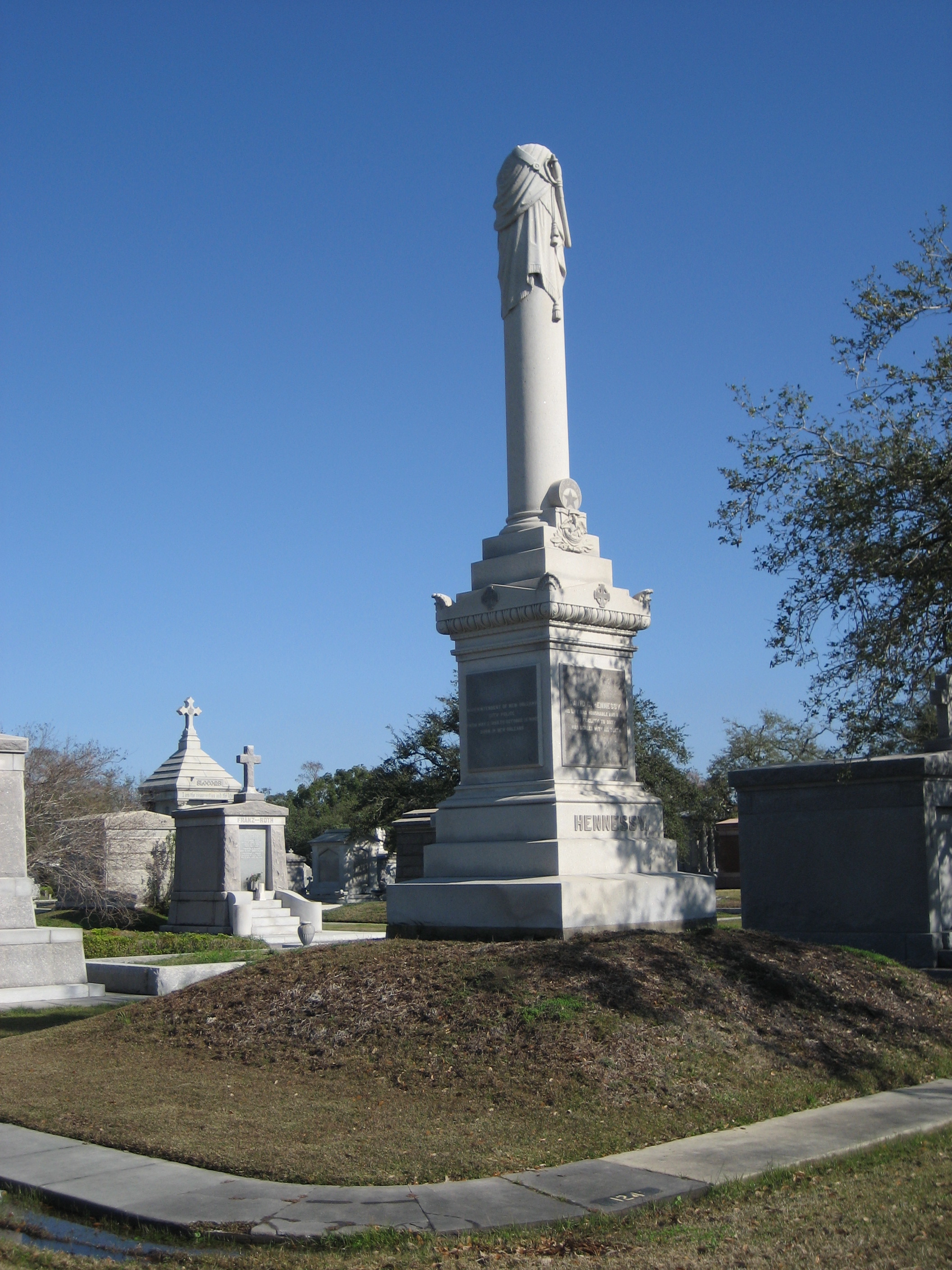
Меморіал Геннессі

Вбивство Геннессі було першим інцидентом, пов'язаним з мафією, який набув широкого розголосу в Сполучених Штатах. Першою реакцією міста став арешт 250-ти італійців. 18 жовтня міський голова призначив «Комітет п'ятдесяти» для розслідування злочину. Ця група розіслала листи з погрозами до італійської громади та визначила «систему секретних та анонімних доносів.» Деякі звинувачення могли бути змотивовані бажанням отримати винагороду, обіцяну міським головою. Детектив Пінкертон видавав себе за ув'язненого у зв'язку з підробкою документів, тож ув'язнені могли розмовляти з ним відверто. Один з ув'язнених, Емануелє Поліцці, розповів детективові, що Мачєка та Чарльз Матранґа, бос сім'ї Матранґа, були в змові щодо вбивства.
На той час газети вже подавали Мачєку як натхненника злочинності й зазначали, що Геннесі саме збирався викрити його діяльність з підробки документів та рекету перед своїм вбивством. Навіть колишні союзники Мачєки за Фракцією Кільця, такі як автомобільний магнат Джеймс Г'юстон, причаїлися, аби не бути звинуваченими у змові з ним. 13 грудня велике журі присяжних висунуло звинувачення 19-тьом італійцям. Шістьох з них асоціювали з бандою Матранґи, включно з ним самим та Мачєкою. Інші 13 не були помічені до цього в кримінальних зв'язках. Багато з імен було запропоновано саме Комітетом П'ятдесяти. Голова великого журі присяжних разом з ще одним з присяжних були також членами та інвесторами цієї групи.
Суд над дев'ятьма підозрюваними відбувався протягом періоду 16 лютого — 13 березня 1891 року за головування судді Джошуа Джей. Бейкера. В суді було встановлено, що Поліцці був неосудним через психічний стан, тож його свідчення не було взято до уваги. Також Поліцці намагався вистрибнути у вікно офісу шерифа, можливо саме заради того, аби уникнути свідчення в суді. Обидва охоронці О'Коннора та Геннессі відмовилися свідчити. Стосовно трьох обвинувачених не було винесено одноголосного рішення присяжних: це Антоніо Скаффіді, Еммануеллє Поліцці та П'єтро Монастеріо. Чотирьох обвинувачених було визнано невинними: це Джозеф Мачєка, Антоніо Баґнетто, Антоніо та Ґаспері Марчезі. Матранґа та Бастіан Інкардона, голова та його заступник в керівництві сім'єю Матранґи, були визнані невинними за головними обвинуваченнями через брак доказів проти них. Газети ж в цей час почали обвинувачувати журі присяжних в хабарництві, хоча члени журі самі взялись захищати свої вироки, пояснюючи, що вони були винесені на підставі саме тих доказів, які було представлено в ході судового розслідування.

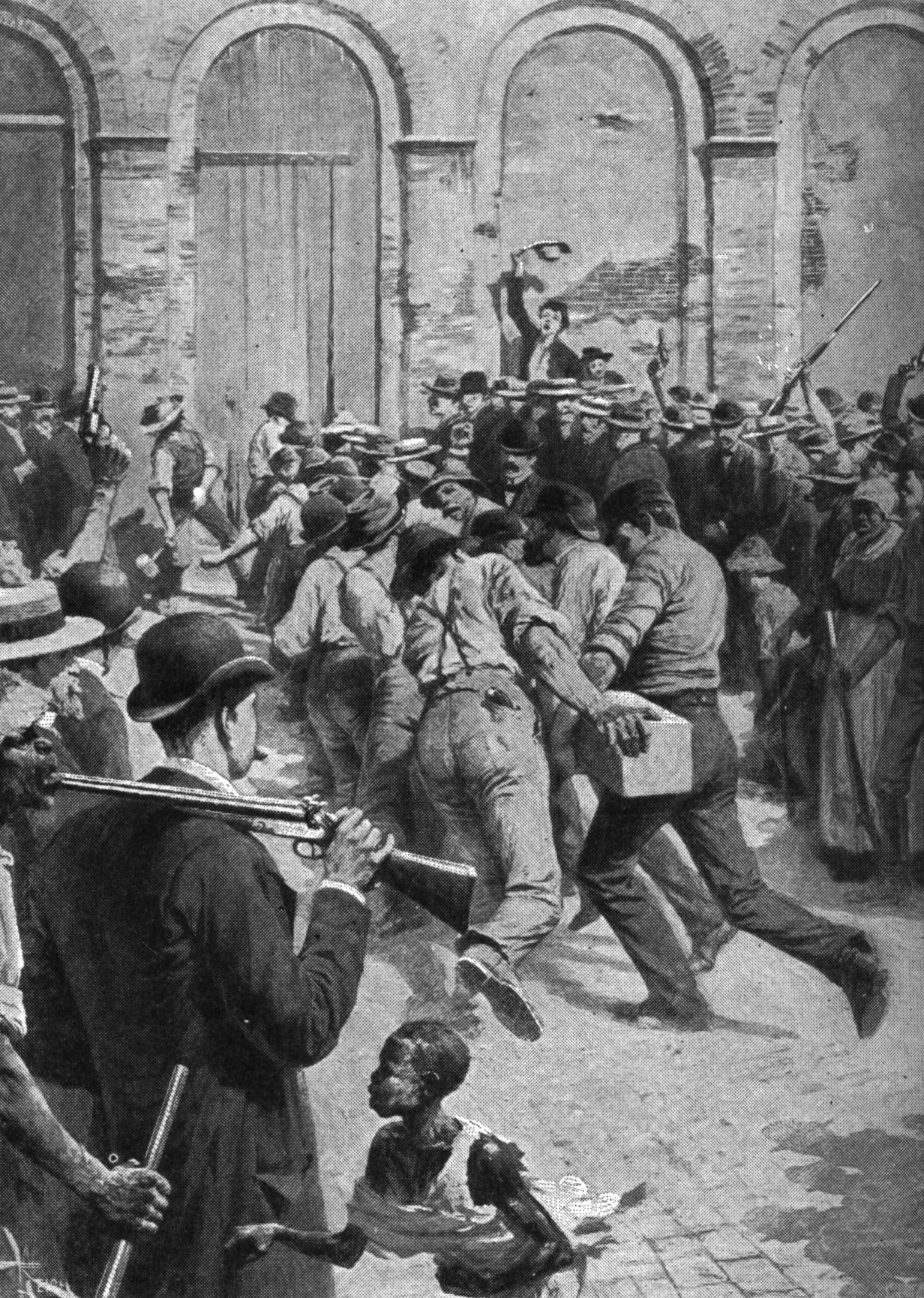
Бунтівники увірвались до Прихідської в'язниці

Вільям Паркенсон, голова політичної машини Бурбонів, та декілька членів Комітету П'ятдесяти відповіли на такі виправдальні вироки закликом до мітингу поблизу міської статуї Генрі Клея. Більше не зберігаючи мовчанки в цій справі, Г'юстон разом з підвладною йому газетою «Таймс-Демократ» також почали закликати людей збиратися на мітинг. Висловлюючи надію на те, що зібрання не переросте у бунт, редакція газети заявила: «Повстаньте, обурені громадяни Нового Орлеана!… Мирно, якщо ви можете, насильно, якщо так буде треба!» У екстреному виданні, що поширювалось на мітингові під заголовком «Хто підкупив журі?» Паркенсон оповідає, що він вимагає «виправити недоліки системи правосуддя», які виникли в зв'язку з підкупом журі присяжних. Вигукуючи «Смерть Даґо», великий натовп взяв штурмом Прихідську в'язницю. Одинадцять з дев'ятнадцяти чоловіків, яких було обвинувачено у вбивстві Геннессі, було лінчовано. Як зазначали свідки, «радості не було меж.»
Хоча тисячі демонстрантів на вулиці й давали зрозуміти, що захід був спонтанним вибухом пристрастей, вбивства були насправді здійснені відносно невеликою, дисциплінованою групою осіб, очоленою лідерами громади. Було, ймовірно, приблизно 150 дружинників й безпосередньо у вбивствах брало участь дванадцять осіб з об'єднання «Розстрільний загін», очоленого Паркенсоном. Лінчовано було Поліцці (неправильний судовий розгляд), Скаффіді (неправильний судовий розгляд), Монастеріо (неправильний судовий розгляд), Мачеку (виправданий), Антоніо Марчезі (виправданий), Баґнетто (виправданий), Рокко Жерасі (не підданий суду), Френка Ромеро (не підданий суду), Чарльза Трайна (не підданий суду), Лоретто Коміца (не підданий суду) та Джеймса Карузо (не підданий суду). Матранґа пізніше заявив, що він уникнув розправи завдяки тому, що заховався під своїм матрацом. Також вижив Інкардона. Шістьох осіб, які перебували під судовим провадженням, було лінчовано, оскільки існували підозри, що журі присяжних було підкуплено. Інші п'ять жертв потрапили під гарячу руку. Ґаспері Марчезі, 14 років, був підданий суду і виправданий як особа, що стояла на сторожі, але був порятований на тій підставі, що він був дитиною і виконував накази свого батька.
На першій шпальті Н'ю-Йорк Таймс було розміщено повідомлення: «За шефа Геннессі помстились… Італійських вбивць покарано.» «Італійці взяли закон у свої руки і в нас не було іншого вибору, як зробити те саме», — заявив мер Шекспір. Опитування американських газет виявило, що 42 % респондентів підтримують лінчування, а 58 % — ні. Думки Сходу та Середнього Заходу були доволі критичними щодо цієї справи. Велике журі відмовилося пред'явити звинувачення будь-якій особі на тій підставі, що відповідальність була колективною, адже доволі велика кількість осіб брала участь у заворушеннях.
Після лінчування американські газети почали писати, що Італія може відповісти шляхом морської атаки на Сполучені Штати. Тисячі американців у відповідь на те записались добровольцями на військову службу. З часів Громадянської війни ця справа вперше об'єднала почуття мешканців Півночі та Півдня. Врешті справу було залагоджено виплатою компенсації розміром в $25,000. Шекспір лише з невеликим недобором голосів програв перевибори 1892 року, чому посприяв саме італійський фактор.
Смерть Геннессі стала приводом для правоохоронних органів та нативістів вимагати припинення імміграції італійців до Америки. Протягом десятиріч новоорлеанські діти інших етнічностей дражнили італійців фразою: «Хто вбив шерифа?»
Вбивство Геннессі було здійснено в мафіозному стилі, яким зазвичай прибирали державних службовців, які перейшли мафії дорогу. Проте реакція громадськості змусила лідерів американською мафії, що саме зароджувалась, зрозуміти, що вбивство полісмена потягне за собою багато неприємностей (на відміну від Італії). Відтоді було вироблено жорсткі правила, згідно з якими полісменів та інших представників закону зачіпати заборонялось.
Банда Матранґи перетворилась на Новоорлеанську сім'ю, яку до відставки у 1922 році очолював Чарльз Матранґа.
Геннессі було поховано на Цвинтарі Метейрі у Новому Орлеані.